# سامسونگ گلکسی ام۲۳ ۵جی
سامسونگ گلکسی ام۲۳ ۵جی (انگلیسی: Samsung Galaxy M23 5G) یک تلفن همراه میان رده مبتنی بر اندروید است که توسط سامسونگ طراحی، تولید و عرضه می‌شود. این گوشی در ۴ مارس ۲۰۲۲ معرفی شد.